# Pentazetes dispar
Pentazetes dispar är en kvalsterart som först beskrevs av Hammer 1973.  Pentazetes dispar ingår i släktet Pentazetes och familjen Ceratozetidae. Inga underarter finns listade i Catalogue of Life.